# عبد الرزاق الظاهر
عبد الرزاق أحمد الظاهر (ولد عام 1907 وتوفي عام 2003) هو محام عراقي تولى مناصب نيابية ووزارية مختلفة في العهد الملكي في العراق، وهو شقيق الوزير عبد الهادي أحمد الظاهر.
ينتمي لأسرة الظاهر المنحدرة من عشائر البو سلطان في الحلة، وهم من قبيلة بني سودة الزبيدية. كان والده الشيخ أحمد الظاهر من وجهاء بغداد ومن المشاركين في أحداث ثورة العشرين ببغداد، وكان له مجلس عامر في منزله في الصالحية بجانب الكرخ من بغداد، وقد توفي عام 1932. وقد قامت الجهات الرسمية بتحويل دارهم إلى دار تراثية.
ودرس عبد الرزاق الظاهر في كتاتيب الكرخ، قبل أن يدخل المدارس الرسمية الحسينية ثم المأمونية ثم الثانوية المركزية. وبعد انتهاء المرحلة الثانوية أراد ساطع الحصري مدير التعليم العام أن يرسل عبد الرزاق الظاهر ضمن البعثة العراقية إلى إنجلترا، غير أن والده أحمد الظاهر رفض ذلك، فدخل كلية الحقوق لمدة قصيرة، لتصميمه على الدراسة في خارج العراق، فدخل الجامعة الأمريكية في بيروت، إلا أنه لم يكمل الدراسة فيها.
عاد إلى كلية الحقوق في بغداد وتخرج فيها عام 1934، ودخل السلك الوظيفي بوظيفة في وزارة الاقتصاد. وبعد انتهاء الحرب العالمية الثانية، كثرت اجتماعاته بعدد من الشخصيات السياسية ممن كانت رهن الاعتقال لمشاركتها أو تاييدها حكومة رشيد عالي الكيلاني عام 1941.
شغل منصب وزير الاقتصاد في وزارة علي جودت الأيوبي الثانية عام 1949-1950.
اعتقل عبد الرزاق الظاهر في حملة الاعتقالات التي طالت رجال المعارضة عام 1952، لنقده الشديدة للسلطة، غير أنه آثر اعتزال العمل السياسي في كانون الثاني 1953، كما يذكر التقرير البريطاني عن الشخصيات العراقية قبل ثورة 14 تموز 1958. وبعد الثورة اتخذ موقفا حياديا ولم يقبل أي منصب من مناصب الدولة، ما عدا عضوية لجنة قانون الإصلاح الزراعي.
طلبه وزير الخارجية في حكومة الثورة عبد الجبار الجومرد مع عبد الوهاب محمود ونجيب الصائغ وطالب مشتاق لتعيينهم سفراء للعراق، غير إنه اعتذر وقبل الآخرون وأصبحوا من كبار السلك الخارجي، وبقي بعيدا عن عالم السياسة، واكتفى بمجلسه في داره وحضور المجالس الأخرى والمناسبات الاجتماعية والسفر.
توفي في 10 كانون الثاني 2003.

## مؤلفاته
من مؤلفاته:
- الإقطاع والديوان في العراق، صدر عام 1946
- صور من العراق، صدر عام 1946
- في الإصلاح الزراعي والسياسي، صدر عام 1959

## كتب عنه
نشرت ابنته أسماء عبد الرزاق الظاهر عام 2013 كتابا بعنوان: «رحلتي مع الايام مذكرات عبد الرزاق الظاهر من 1917-1963 اجتماعية سياسية اقتصادية»